# Shahrestān di Gotvand
Lo shahrestān di Gotvand (farsi شهرستان گتوند) è uno dei 26 shahrestān del Khūzestān, in Iran. Il capoluogo è Gotvand. Lo shahrestān è suddiviso in 2 circoscrizioni (bakhsh):
- Centrale (بخش مرکزی)
- Aghili (بخش عقیلی)